# عنکبوتی‌میمونان
عنکبوتی‌میمونان (نام علمی: Atelidae) نام یک تیره از فروراسته پخ‌بینیان است.

## طبقه‌بندی
خانواده ATELIDAE
- زیرخانواده میمون جیغ‌کش
  - سرده میمون جیغ‌کش , Howler monkeys
    - Alouatta palliata group
      - جیغ‌کش جزیره کویبا،  Alouatta coibensis
      - میمون جیغ کش یالدار،  Alouatta palliata
      - جیغ‌کش سیاه گواتمالایی, Alouatta pigra

    - Alouatta seniculus group
      - جیغ‌کش خرسی،  Alouatta arctoidea
      - جیغ‌کش دست‌قرمز،  Alouatta belzebul
      - جیغ‌کش دست‌قرمز اشپیکس،  Alouatta discolor
      - جیغ‌کش قهوه‌ای،  Alouatta guariba
      - جیغ‌کش جورورا،  Alouatta juara
      - جیغ‌کش قرمز گویان،  Alouatta macconnelli
      - جیغ‌کش سیاه آمازون،  Alouatta nigerrima
      - جیغ‌کش قرمز پاراس،  Alouatta puruensis
      - جیغ‌کش قرمز بولیوی،  Alouatta sara
      - جیغ‌کش قرمز ونزوئلا،  Alouatta seniculus
      - جیغ‌کش دست‌قرمز مارانیائو،  Alouatta ululata

    - Alouatta caraya group
      - جیغ‌کش سیاه،  Alouatta caraya
- زیرخانواده عنکبوتی‌میمونیان
  - سرده میمون عنکبوتی , Spider monkeys
    - میمون عنکبوتی سرخ‌چهره،  Ateles paniscus
    - میمون عنکبوتی شکم‌سفید،  Ateles belzebuth
    - میمون عنکبوتی پرو،  Ateles chamek
    - میمون عنکبوتی قهوه‌ای،  Ateles hybridus
    - میمون عنکبوتی گونه‌سفید،   Ateles marginatus
    - میمون عنکبوتی سرسیاه،  Ateles fusciceps
    - میمون عنکبوتی جفری،  Ateles geoffroyi

  - سرده میمون عنکبوتی پشمالو, muriquis (woolly spider monkeys)
    - میمون عنکبوتی پشمالو جنوبی،  Brachyteles arachnoides
    - میمون عنکبوتی پشمالو شمالی،  Brachyteles hypoxanthus

  - سرده میمون پشمالو , Woolly monkeys
    - میمون پشمالوی قهوه‌ای،  Lagothrix lagotricha
    - میمون پشمالوی خاکستری،  Lagothrix cana
    - میمون پشمالوی کلمبیایی،  Lagothrix lugens
    - میمون پشمالوی نقره‌ای،  Lagothrix poeppigii

  - سرده میمون پشمالو دم‌زرد
    - میمون پشمالو دم‌زرد،  Oreonax flavicauda